# Panzer-Division Müncheberg
Die Panzer-Division „Müncheberg“ war ein militärischer Großverband der Wehrmacht. Die Division nahm an der Weichselschlacht und später an der Verteidigung Berlins teil.

## Divisionsgeschichte
Einsatzgebiete:
- Ostfront: Weichselschlacht: März 1945
- Schlacht um Berlin: April 1945

Die Panzer-Division (kurz: Pz.Div.) Müncheberg wurde am 5. März 1945 im Wehrkreis III (Berlin, Frankfurt (Oder) und Potsdam) aufgestellt. Sie setzte sich überwiegend aus der Panzerbrigade 103 zusammen, die ab dem 6. März 1945 aufgelöst wurde. Werner Mummert, hoch dekorierter Veteran und bislang Kommandeur der Panzerbrigade 103, erhielt den Oberbefehl über die neu aufgestellte Division. Obwohl der Großverband nicht die volle Sollstärke erreichte, wurde er mit modernem Gerät ausgestattet. So erhielt er am 5. April 1945 zehn Panther-Panzer Typ G mit Sperber Infrarot-Systemen (FG 1250), sowie eine Kompanie Panzergrenadiere, die ebenfalls mit diesem Infrarotsystem ausgestattet waren. Darüber hinaus erhielt die Division überschwere Jagdtiger und Tiger-Panzer II, Ausführung B. Bis zum 12. März 1945 hatte die Pz.Div. nur eine Stärke von 6.836 Mann.
Am 18. März 1945 wurde der Pz.Div. ein Infanterie-Bataillon der 1. SS-Panzer-Division „Leibstandarte SS Adolf Hitler“ unterstellt, um feldverwendungsfähig zu werden. Als sich die Rote Armee auf ihrem Vormarsch nach Westen der Stadt Müncheberg in Brandenburg näherte, wurde die Pz.Div. Müncheberg der mobilen Reserve der 9. Armee unter General Theodor Busse angegliedert und stellte damit einen Teil der Heeresgruppe Weichsel unter Generaloberst Gotthard Heinrici dar. Ihren ersten Fronteinsatz erfuhr sie am 22. März 1945 in Cottbus und wenig später mit dem XXXIX. Panzerkorps unter General der Panzertruppe Karl Decker im Küstenkorridor beim  Kampf um Küstrin. Vom 22. bis 25. März 1945 zerstörte die Pz.Div. Müncheberg zusammen mit der 25. Panzergrenadier-Division 200 sowjetische Panzer. Am 25. März schloss die Rote Armee die Einschließung der deutschen Truppen bei Küstrin ab, die am 27. März mit einer letzten deutschen Gegenoffensive nochmals abgewendet werden sollte. Dabei kam es zu schweren Verlusten durch den Beschuss der sowjetischen Artillerie. Die Pz.Div. Müncheberg war stark abgenutzt und musste wieder aufgefrischt werden. Die Ostfront stand bereits kurz vor dem Zusammenbruch.

### Schlacht um die Seelower Höhen
Am 7. April 1945 grub sich die Pz.Div. Müncheberg in der Hardenberg-Position auf den Seelower Höhen ein. Die mit Infrarot-Nachtsichtgeräten ausgerüsteten Einheiten wie der I. Abteilung/29. Panzer-Regiment unter Oberleutnant Rasim sowie ebenfalls mit IR-Geräten ausgestatteten Panzergrenadiere eröffneten einen Nachtangriff auf Sowjetverbände, die sich entlang des Reitweiner Sporns, einem von sowjetischen Truppen besetzten Höhenzug, eingegraben hatten. Dies war der erstmalige Einsatz von IR-Geräten in der Kriegsgeschichte. Marschall Schukow befahl seiner Armee in der Dämmerung starke Scheinwerfer zu verwenden, um die eingegrabenen Deutschen zu lokalisieren, als Gegeneffekt zeichneten sich die Silhouetten der sowjetischen Panzer ab, die somit leicht vernichtet werden konnten. Diesem Umstand war es zu verdanken, dass sich die Wehrmacht einige Tage in ihren Stellungen auf den Seelower Höhen halten konnte. Die Pz.Div. Müncheberg zerstörte mithilfe ihrer selbst angetriebenen 8,8- und 12,8-cm-Panzerabwehrkanonen eine große Zahl von Kampfpanzern der Roten Armee. Am 19. April 1945 brach der Widerstand der 9. Fallschirmjäger-Division auf der rechten Seite der Pz.Div. Müncheberg zusammen, und die Verteidigungslinie der Wehrmacht kollabierte. Ab dem 16. April 1945 war die Pz.Div. Müncheberg nach der verlorenen Schlacht um die Seelower Höhen und dem Zurückweichen mit der 11. SS-Freiwilligen-Panzergrenadier-Division Nordland auf Berlin in fortgesetzte Kampfhandlungen verwickelt.

### Schlacht um Berlin
Bei Nachhutgefechten um die Stadt Müncheberg erlitt die Pz.Div. Müncheberg schwere Verluste. Die Überreste der Division sollten eine Verteidigungsstellung im nordöstlichen Sektor von Berlin in der Nähe der Spree halten. Während dieser Phase verfügte die Einheit nur noch über 12 Panzer und 30 Halbkettenfahrzeuge. Am Nachmittag des 25. April 1945 weist der mit der Verteidigung Berlins beauftragte General der Artillerie Helmuth Weidling Mummert die Verteidigungsabschnitte „A“ und „B“ als Kommandeur der Panzer-Division Müncheberg zu.
An diesem Tag befand sich die Einheit schon – „zum Rückzug gezwungen“ – nach einem Befehlschaos zuerst auf dem Weg zum Alexanderplatz und nach Widerruf um 10 Uhr im Bereich Flughafen Tempelhof. Dort wird sie wieder zum Alexanderplatz befohlen, ist jedoch wenig später wieder auf dem „Rückmarsch unter Fliegerangriffen zum Halleschen Tor. Schwere Verluste. […] Abwehrkämpfe in der Dircksenstraße, Königstraße, am Zentralmarkt und in der Börse. Erste Kämpfe in den S-Bahn-Schächten. Russen versuchen, durch die Schächte in unseren Rücken zu kommen. Die Schächte selbst mit Zivilisten überfüllt.“

„26. April – Brandrote Nacht. Schweres Artilleriefeuer. Unheimliche Stille. Aus vielen Häusern wird auf uns geschossen. Wahrscheinlich ausländische Arbeiter. […] Gegen 5 Uhr 30 von neuem furchtbares Trommelfeuer. Angriffe mit Panzern und Flammenwerfern. Rückzug zum Anhalter Bahnhof. Verteidigung Askanischer Platz, Saarlandstraße und Wilhelmstraße. In unserer Nähe Reste der Panzer-Division „Nordland“. Dreimal im Laufe des Vormittags Anfrage nach der Armee Wenck. Ihre Spitzen sollen in Werder stehen. Unverständlich.“

Eine Flutung der Bahnschächte (siehe: Geschichte der Berliner U-Bahn) beschreibt das Tagebuch unter dem Datum 26. April 1945:

„… Neuer Gefechtsstand Anhalter Bahnhof. Bahnsteige und Schalterräume gleichen einem Heerlager. […] In Nischen und auf Winkeln drängen sich Frauen und Kinder. Andere sitzen auf ihren Klappstühlen. Sie horchen auf den Lärm der Kämpfe. Die Einschläge erschüttern die Tunneldecke. Betonstücke brechen herab. Pulvergeruch und Rauchschwaden in den Schächten. Lazarettzüge der S-Bahn, die langsam weiterrollen. Plötzlich eine Überraschung. Wasser spritzt in unseren Gefechtsstand. Schreie, weinen, Flüche. Menschen, welche um die Leitern kämpfen, die durch die Luftschächte an die Oberfläche führen. Gurgelndes Wasser flutet durch die Schächte. Die Massen stürzen über die Schwellen. Lassen Kinder und Verwundete zurück. Menschen werden zertreten. Das Wasser faßt nach ihnen. Es steigt einen Meter und mehr hoch, bis es sich langsam verläuft. Noch stundenlang entsetzliche Panik. Viele Ertrunkene. Ursache: Pioniere haben auf irgendwessen Befehl die Schottenkammern des Landwehrkanal zwischen Schöneberger-Brücke und Möckern-Brücke gesprengt, um die Schächte gegen das unterirdische Vordringen des Feindes zu überfluten. Während der ganzen Zeit schwere Kämpfe über der Erde. Am Spätnachmittag zur Station Potsdamer Platz. Gefechtsstand in der 1. Etage, da untere Schächte noch hoch unter Wasser.“

„27. April – In der Nacht anhaltende Angriffe. Russen versuchen Durchbruch zur Leipziger Straße. Prinz-Albrecht-Straße wird zurückgenommen. Ebenso die Köthener Straße. Zunehmende Auflösungserscheinungen und Verzweiflung. […] Der Potsdamer Platz ist ein Trümmerfeld. Die Menge der zerschlagenen Fahrzeuge ist nicht zu übersehen. Die Verwundeten liegen noch in den zerschossenen Sankas. Tote überall. Zum großen Teil von Panzern und Lastkraftwagen überfahren und gräßlich verstümmelt. […] Bei Einbruch der Nacht das schwerste Feuer auf die Innenstadt. Gleichzeitig Angriffe gegen unsere Stellungen. Wir können uns am Potsdamer Platz nicht mehr halten und verlegen gegen 4 Uhr morgens unterirdisch zum Nollendorfplatz. Auf der Gegenfahrbahn marschiert der Russe durch den Schacht zum Potsdamer Platz.“

Diese Verlegung erfolgte somit frühmorgens am 28. April 1945.
Am 30. April 1945 (dem Tag von Hitlers Selbstmord) befand sich die Pz.Div. Müncheberg und die 18. Panzergrenadier-Division zusammen mit der schweren SS-Panzer-Abteilung 503, die mit Tiger-II-Kampfpanzern ausgestattet war, auf der Linie Westkreuz, Halensee und Kurfürstendamm im Gefecht. 
Am 1. Mai 1945 wurde die Division gegen den Tiergarten zurückgedrängt, den sie zusammen mit dem Flakturm Berlin-Zoo („Zoobunker“) verteidigte. Am Flakturm Berlin-Zoo suchten tausende von Zivilisten Schutz vor Luftangriffen und Artilleriefeuer. Der letzte noch funktionsfähige Tiger-I-Panzer der Pz.Div. Müncheberg wurde auf der Straße Unter den Linden unweit des Brandenburger Tors stehen gelassen. Mummert wollte mit den Überlebenden seiner Kampfgruppe nach Westen über die U-Bahn nach Spandau entkommen und ignorierte dabei den Befehl Weidlings zur Einstellung sämtlicher Kampfhandlungen. Mummert befahl den Ausbruch und galt später als vermisst. Jahre später wurde er in einem sowjetischen Gulag gesehen. 
Die Pz.Div. Müncheberg und 18. Panzergrenadier-Division flohen in Richtung Westen und erreichten am 3. Mai 1945 die Charlottenbrücke über die Havel in Spandau, die von der sowjetischen Artillerie beschossen wurde, so dass nur wenigen Divisionsangehörigen die Überquerung gelang. Ein Großteil der Division geriet in sowjetische Kriegsgefangenschaft, andere Teile, die sich weiter im Westen befanden, in amerikanische Gefangenschaft.

## Rezeptionsgeschichte des Tagebuchs
Früh als Quelle zitiert wurde das Tagebuch von Jürgen Thorwald: Das Ende an der Elbe, Stuttgart 1950; weiterhin bei Erich Kuby: Die Russen in Berlin. München 1965 (sowie in der ebenfalls 1965 erschienenen gleichnamigen SPIEGEL-Serie, 21–24/1965 von E. Kuby) – zwar sinngemäß gleich, aber mit anderem Wortlaut und Satzbau. Ausführlich zitiert und im Wortlaut zuverlässiger erscheint der Text in Peter Gosztony (Hrsg.): Der Kampf in Berlin in Augenzeugenberichten. Düsseldorf 1970. (identisch mit Thorwald-Zitaten). In keinem Fall wurde auf den Aufbewahrungsort der Quelle hingewiesen. Im Bundesarchiv-Militärarchiv in Freiburg ist das Tagebuch nicht bekannt.
Von einer Autorin wurde das Tagebuch grundsätzlich in Frage gestellt: Karen Meyer: Die Flutung des Berliner S-Bahntunnels, Berlin 1992. Es geht dabei um die Darstellung der Verlegung des Gefechtsstandes vom Potsdamer Platz „unterirdisch zum Nollendorfplatz“. Karen Meyer: „An dieser Stelle entlarvt sich der Bericht von der ‚Division Müncheberg‘ als unzuverlässig, denn in der Praxis ist es nur möglich gewesen, sich durch den U-Bahn-Schacht bis kurz hinter die Bernburger Straße zu begeben, danach wird die Linie als Hochbahn zum Nollendorfplatz geführt.“ (S. 13) Und: „Angesichts der vielen weiteren unzuverlässigen Angaben in der Divisionschronik sollte man sich auf die dort genannten Daten nicht stützen“ (S. 14) Mit diesem Argument schließt sie in ihren Folgerungen zur Sprengung des Landwehrkanals das Dokument faktisch aus.
Das Datum ‚26. April 1945‘ im Tagebuch Müncheberg scheint die einzige bekannte zeitgleich entstandene schriftliche Überlieferung des Zeitpunktes der Sprengung des Landwehrkanals. Es gibt aber Zweifel, ob die Quelle stringente Datierungen enthielt bzw. die Vermutung, dass Einzelblätter unsachgemäß zugeordnet wurden. In vielen Aspekten jedoch ist die Quelle – nicht nur infolge ihrer Ursprünglichkeit – für die Rekonstruktion des Verlaufs des Kampfes um Berlin von Bedeutung.

## Personen
| Dienstzeit                   | Dienstgrad   | Name           |
| ---------------------------- | ------------ | -------------- |
| 9. März 1945 bis 8. Mai 1945 | Generalmajor | Werner Mummert |

| Dienstzeit           | Dienstgrad | Name         |
| -------------------- | ---------- | ------------ |
| 5. März bis Mai 1945 | Major      | Helmut Thoma |

## Gliederung
Veränderungen in der Gliederung der Panzer-Division Müncheberg von März 1945 bis April 1945
| geplant März 1945                      | Ostfront-Gliederung April 1945           |
| Stab Panzer-Regiment Müncheberg        | Panzer-Regiment Coburg                   |
| Panzer-Abteilung Kummersdorf           | I. Abteilung/Panzer-Regiment 29          |
| Panzer-Abteilung Müncheberg            | Panzer-Abteilung Müncheberg              |
| Panzergrenadier-Regiment Müncheberg 1  | Panzergrenadier-Regiment Müncheberg 1    |
| Panzergrenadier-Regiment Müncheberg 2  | Panzergrenadier-Regiment Müncheberg 2    |
| Panzerartillerie-Regiment Müncheberg   | Panzerartillerie-Regiment Müncheberg     |
| Panzeraufklärungs-Kompanie Müncheberg  | Panzerspäh-Kompanie Müncheberg           |
| Feldersatz-Bataillon Müncheberg        | schwere Heeres-Panzerjäger-Abteilung 682 |
| Panzerpionier-Kompanie Müncheberg      | Pionier-Kompanie Müncheberg              |
| –                                      | Feldersatz-Bataillon Müncheberg          |
| Panzer-Nachrichten-Kompanie Müncheberg | Panzer-Nachrichten-Kompanie Müncheberg   |
| Panzer-Versorgungstruppen Müncheberg   | Versorgungstruppen Müncheberg            |